# Hypena variegata
Hypena variegata är en fjärilsart som beskrevs av Tutt 1892. Hypena variegata ingår i släktet Hypena och familjen nattflyn. Inga underarter finns listade i Catalogue of Life.